# جزيرة الخور

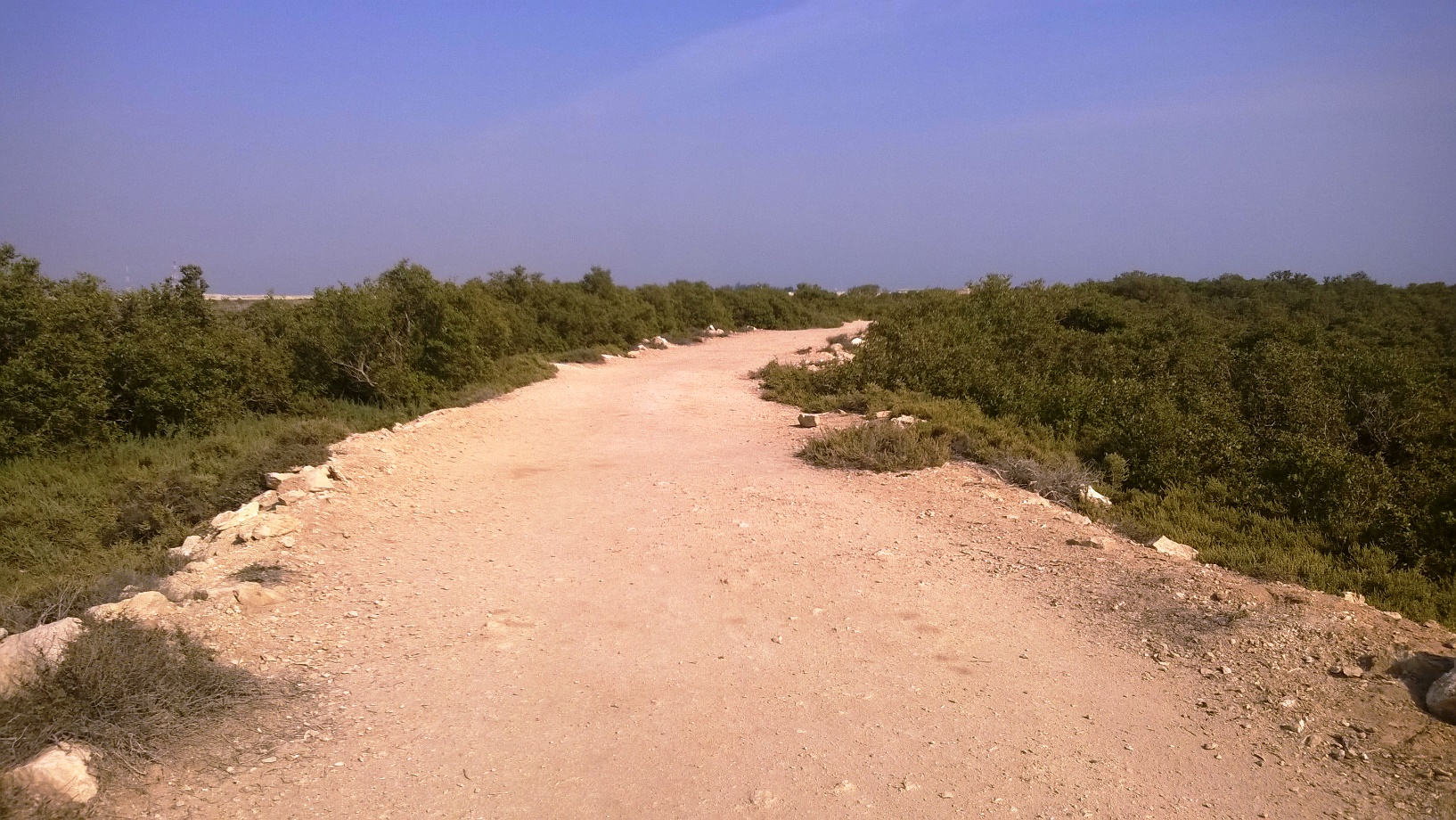
مسار ترابي في جزيرة الخور.

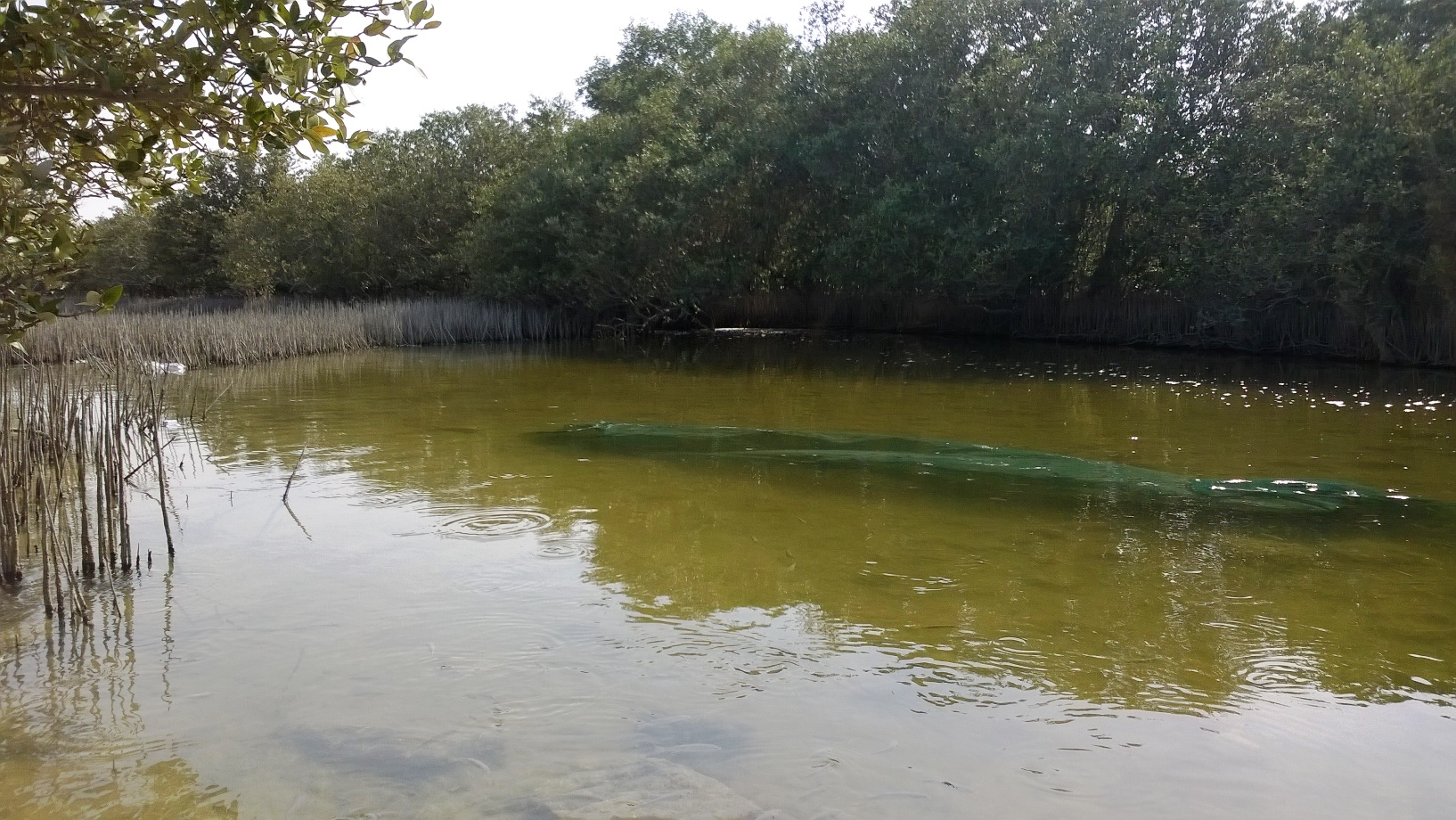
غابات المانغروف في جزيرة الخور.

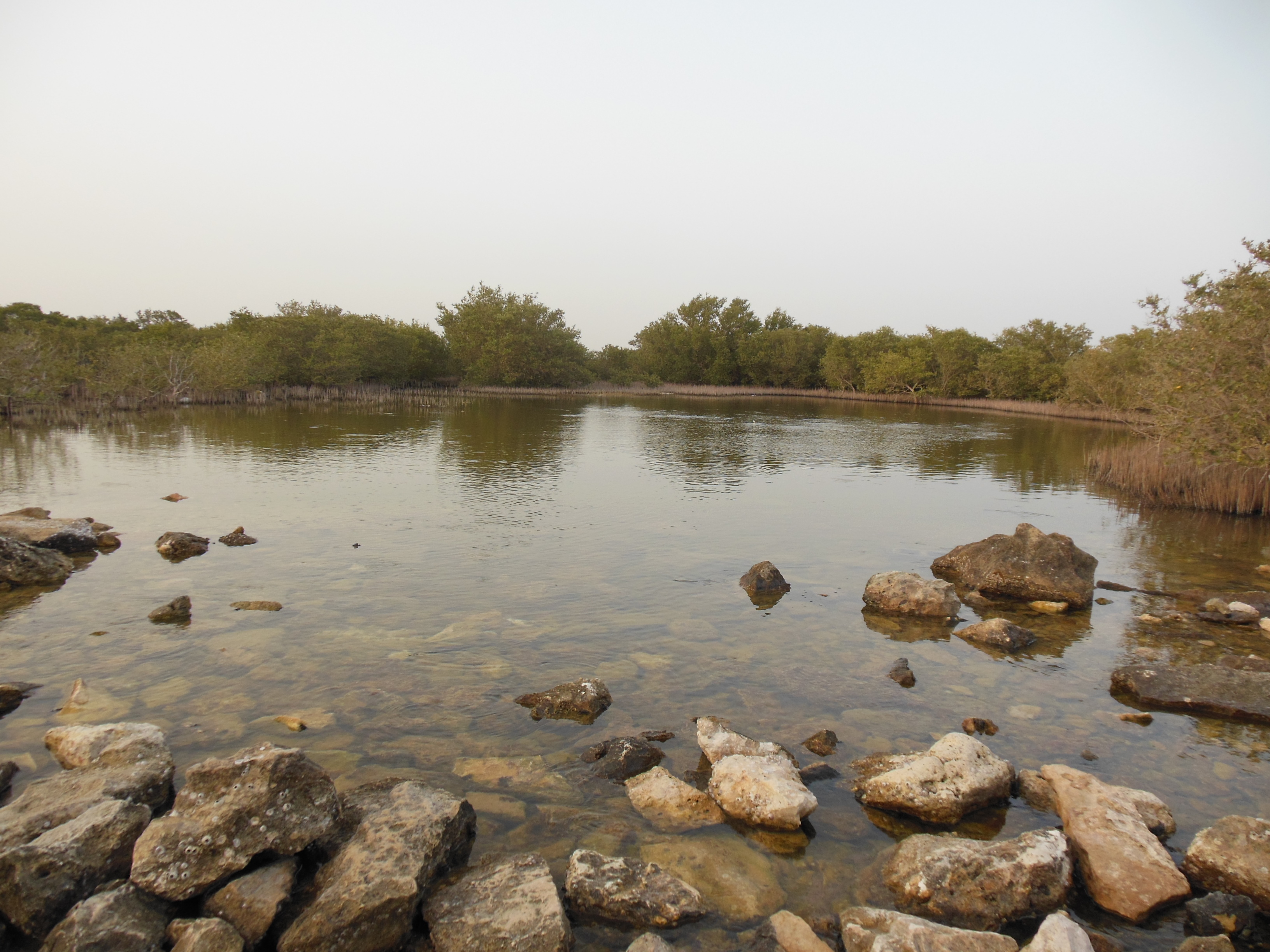
الخضروات في جزيرة الخور.

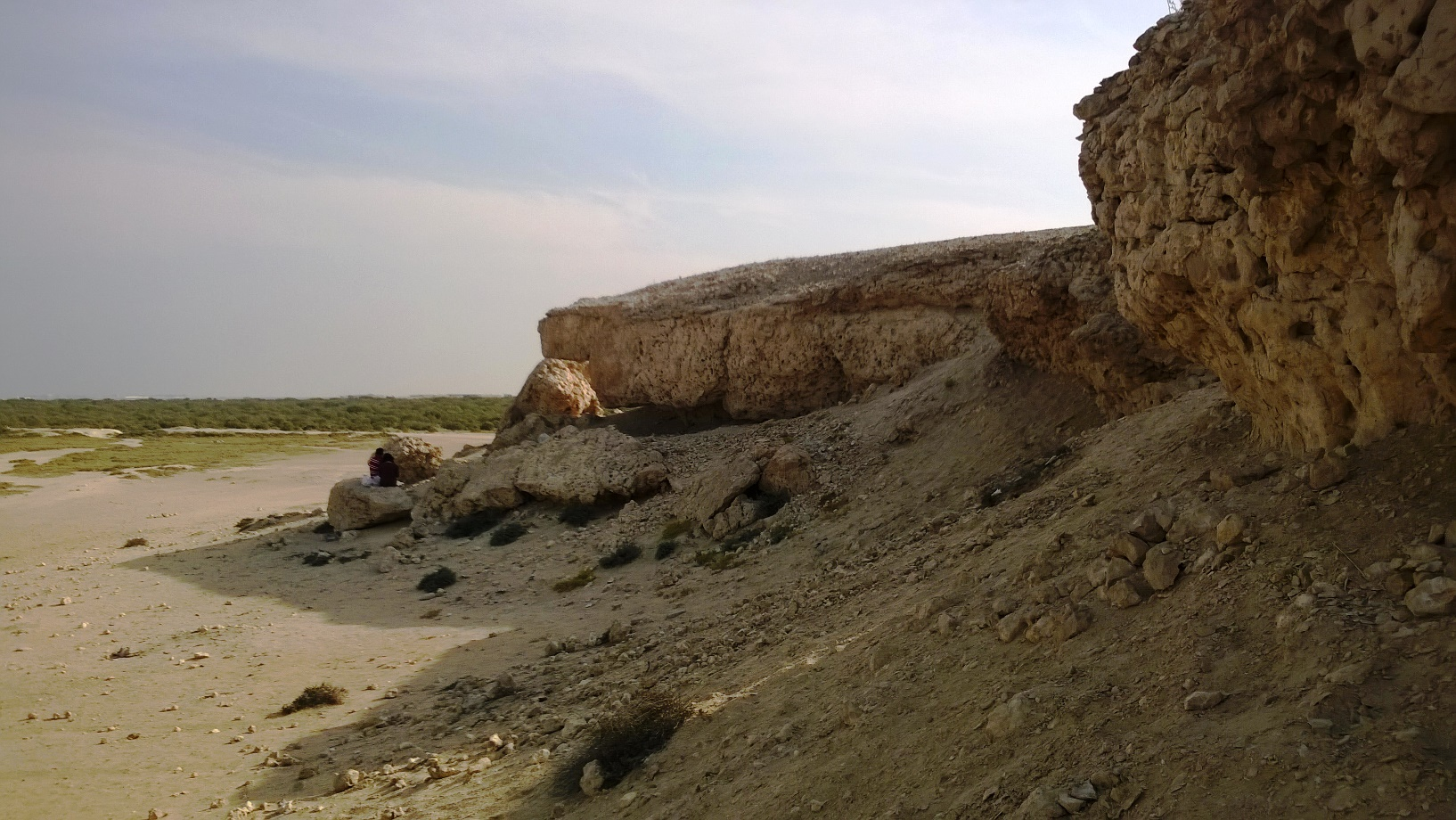
روابي في جزيرة الخور.

جزيرة الخور، المعروفة أيضا باسم جزيرة بن غانم وجزيرة الأرجواني، هي جزيرة تقع في بلدية الخور على الساحل الشمالي الشرقي من قطر، الذي يستوعب الموقع الأثري الوحيد في البلاد، ذلك الموقع الذي يعزى إلى الألفية الثانية قبل الميلاد. وقد شهدت الجزيرة، التي يرجع تاريخها إلى وقت مبكر يبدأ من حوالي 2000 قبل الميلاد، وينتهي أواخر عام 1900 ميلادية، أربع فترات رئيسية من الاحتلال. هذا، وتشتهر الجزيرة بأنها موقع تشغيل صناعة الصبغة الأرجوانية التي سيطر عليها الكيشيون في الألفية الثانية قبل الميلاد.

## الموقع
تقع جزيرة الخور على بعد حوالي 50 كيلومتر شمال العاصمة الدوحة، وهي متصلة بالأرض بواسطة مسار ترابي مدبب يمر عبر عدد من الجداول.

## علم الآثار

### العصر الحجري الحديث
الاحتلال النهائي للجزيرة خلال العصر الحجري الحديث ليس حاسما؛ فقد تم اكتشاف العديد من معسكرات العصر الحجري الحديث وفترة العبيد على بعد حوالي 6 كيلومترات شرق الجزيرة ، الأمر الذي يعني أنه قد تم زيارة الجزيرة من قبل سكان العصر الحجري الحديث.

### فترة دلمون المبكرة
الفخار الذي نشأ عن حضارة دلمون يشير إلى ارتباط الجزيرة بالحضارة التي تتخذ من البحرين مقرا لها من 2000 إلى 1750 قبل الميلاد؛ فالخزف الذي يرجع تاريخه إلى أوائل فترة دلمون يتكون أساسا من الجرار متوسطة الحجم وأواني الطبخ، والمستوطنات التي يرجع تاريخها إلى فترة دلمون قد أنشئت لتسريع الرحلات التجارية بين البحرين إلى أقرب تسوية كبيرة في الخليج العربي في تل أبرق؛ هذا وينطوي سيناريو آخر على أن المخيمات تم إنشاؤها من قبل الصيادين الزائرين أو صيادي اللؤلؤ من دلمون، وقد أشير أيضا إلى أن وجود الفخار يدل على التجارة بين سكان جزيرة الخور وحضارة دلمون؛ على الرغم من أن هذا يعتبر غير مرجح بسبب ندرة سكان قطر خلال هذه الفترة.

### الكيشيون
كان الكيشيون يديرون صناعة صبغة أرجوانية في الجزيرة من حوالي 1400 إلى 1100 قبل الميلاد، وقد كان هناك أيضا علاقات تجارية بين سكان قطر والكيشيين، ومن بين نتائج الاكتشافات العثور على (3,000,000) ثلاثة ملايين قشرة حلزونية مسحوقة، وأوانٍ خزفية كيشيَّة، وقد تم التأكيد على أن الجزيرة هي موقع أول إنتاج معروف لصبغ المحار الأرجواني؛ حيث تم الحصول على الصبغة من الحلزون موريكس، ويطلق عليها اسم «أرجوان صور».

### الساسانيون
التحف التي نشأت في أواخر الفترة الساسانية من حوالي 400 إلى 600 ميلادي.

### الفترة الإسلامية المتأخرة
كانت جزيرة الخور مأهولة خلال الفترة الإسلامية المتأخرة من حوالي 1700 إلى 1900.

### الاكتشاف
اكتشفت بعثة آثار فرنسية بقيادة جاك تيكسيه الموقع في عام 1976.

## معرض صور

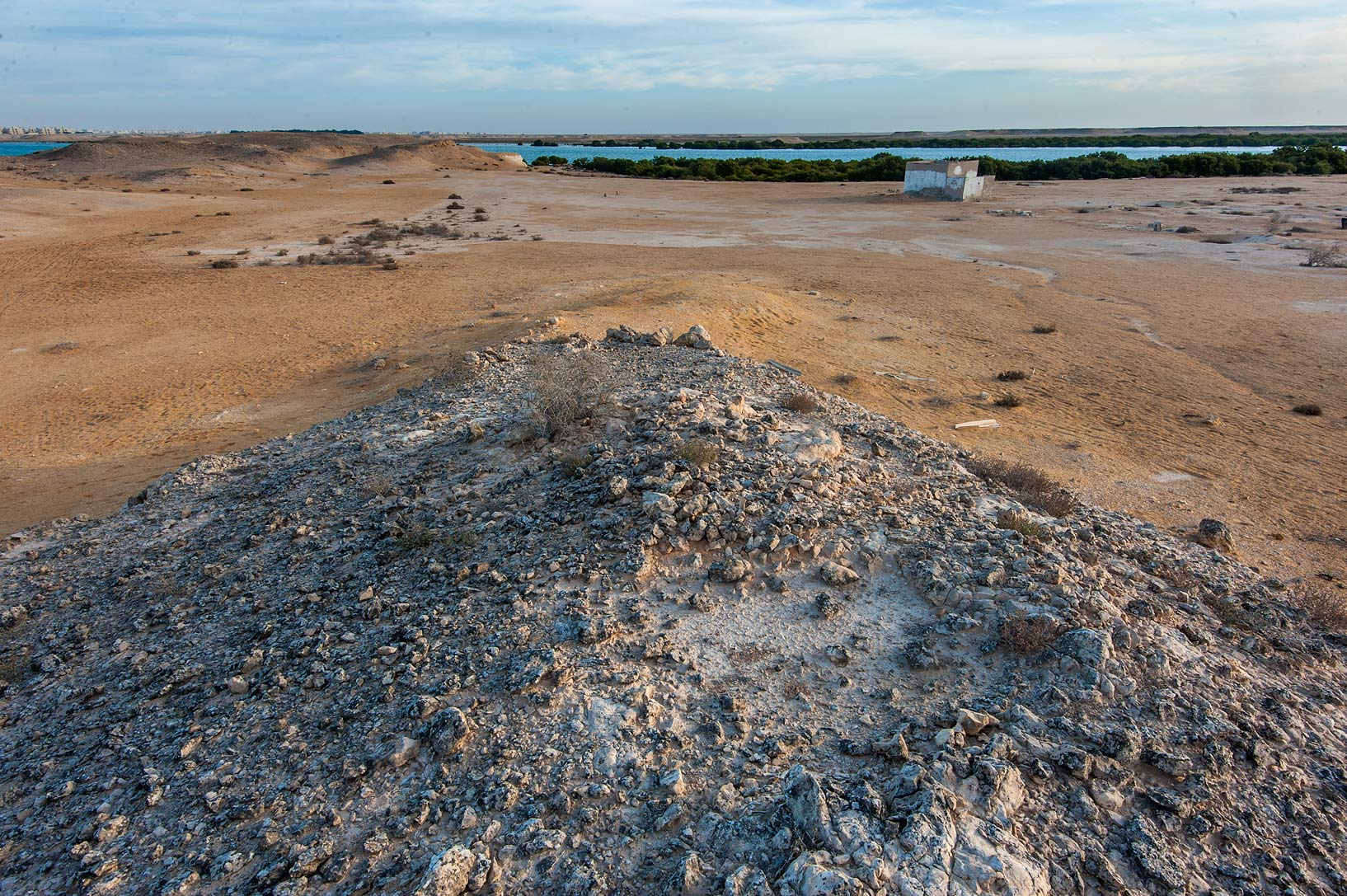
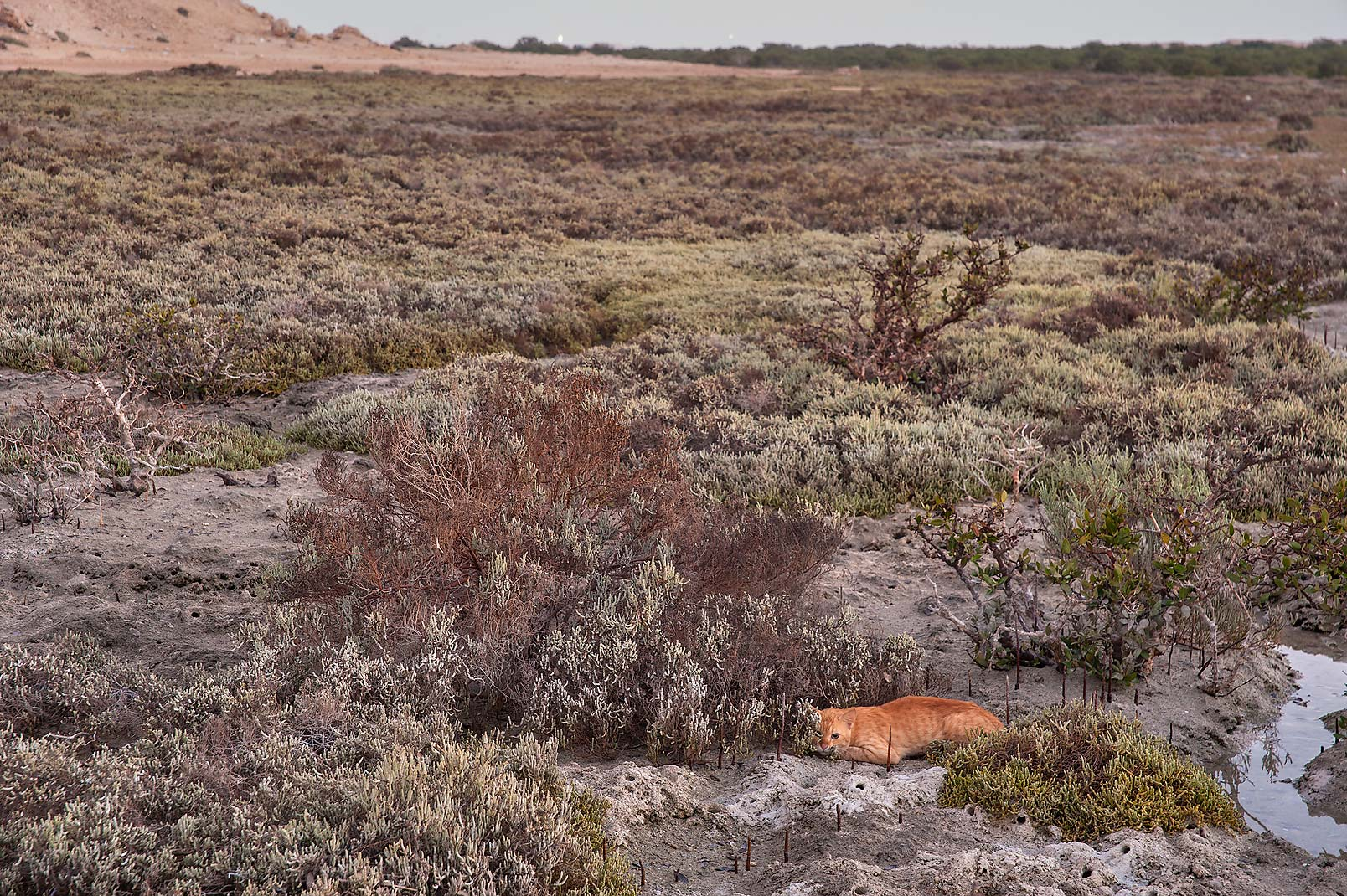
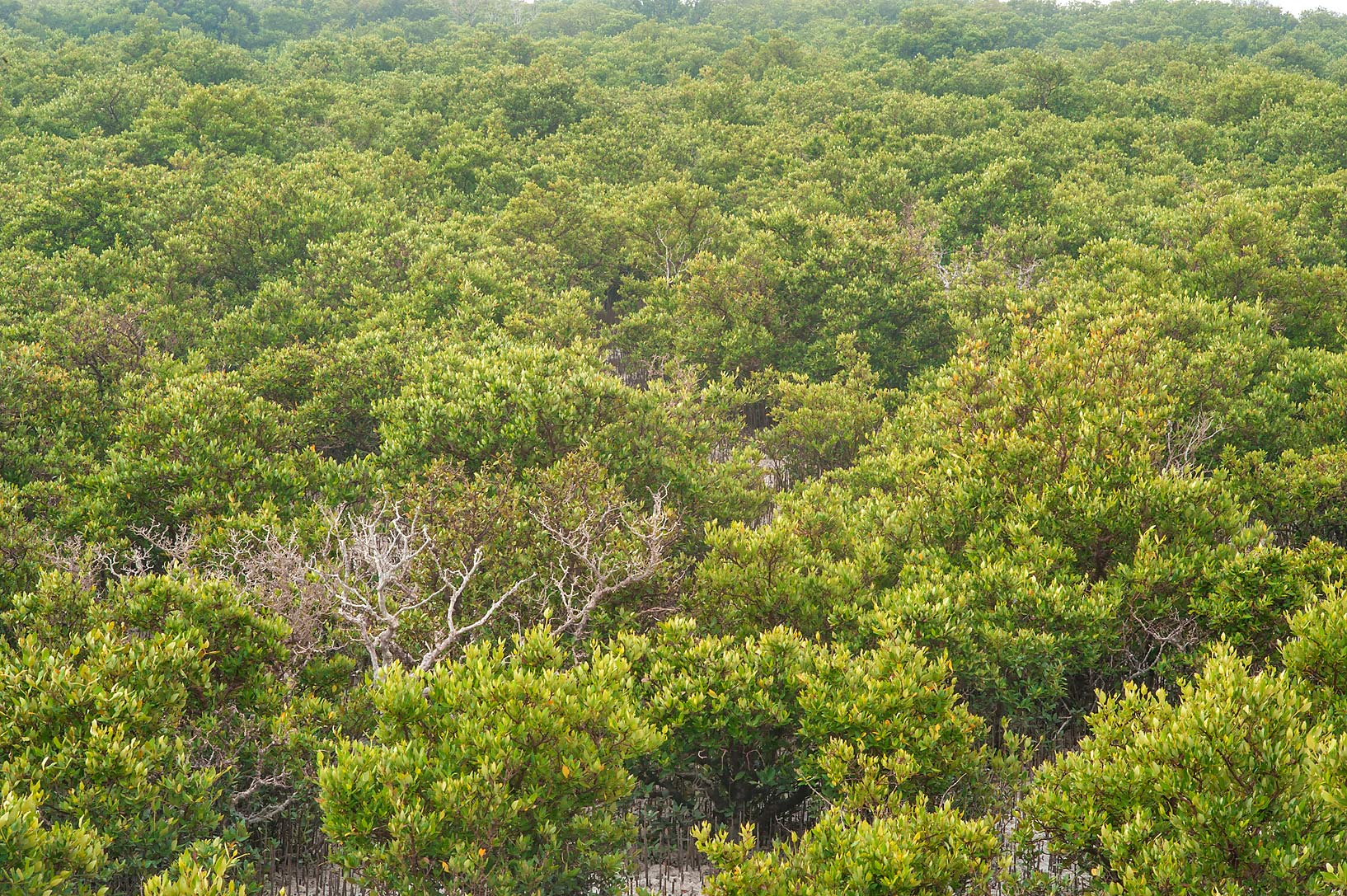